# Badalab
Badalab és un Laboratori d'Innovació Lingüística i Social. Aquest projecte ha estat creat en 2021 per la Diputació Foral de Guipúscoa en el marc de la campanya Etorkizuna Eraikiz en col·laboració amb agents del món del basc. Al juliol de 2022 va obrir les portes en l'edifici Torrekua d'Errenteria.
El seu objectiu és convertir-se en un espai de referència a l'hora de revitalitzar el basc i promoure la igualtat entre els parlants. El seu objectiu principal és introduir les variables de la innovació i l'experimentació en el procés de revitalització del basc, així com identificar i incidir en noves oportunitats per al basc. També serà important experimentar amb la tecnologia lingüística.
D'aquesta manera, es pretenen obtenir tres resultats principals amb aquest projecte:
1. Crear un ecosistema que potenciï el basc
2. Desenvolupament de prototips i propostes socials valentes
3. Generar noves narratives i vivències en basc i en formats i contextos diversos i digitals.[1]

## Ubicació

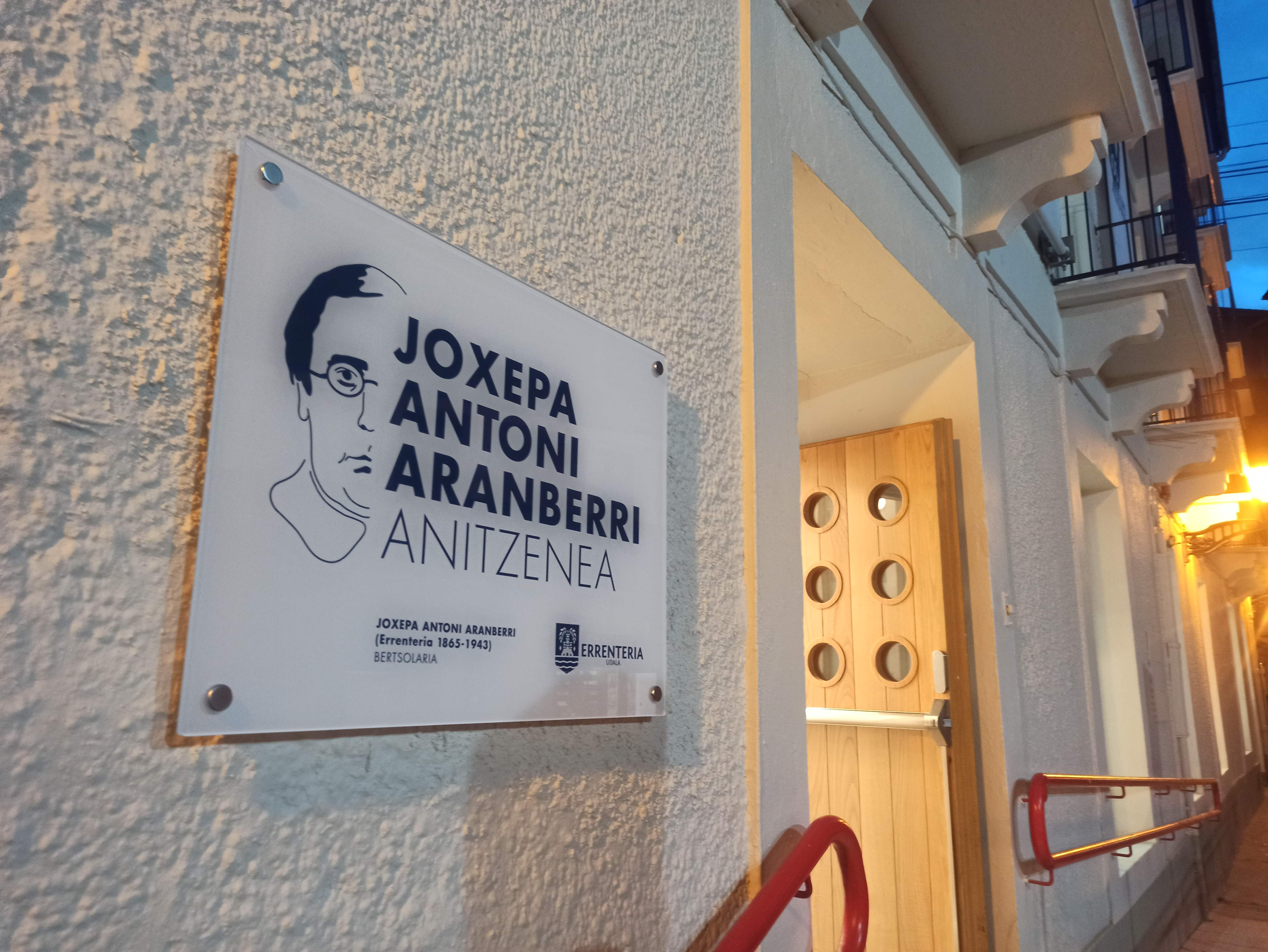
Entrada a l'edifici Joxepa Antoni Aranberri.

El Laboratori Badalab està situat al carrer Madalena d'Errenteria, en les plantes segona i tercera de l'edifici  Joxepa Antoni Aranberri.
L'edifici és propietat de l'Ajuntament d'Errenteria i està compartit amb les associacions SOS Racisme i Lau Haizetara.